# Логойский замок
Логойский замок (бел. Лагойскі замак) — деревянный и каменный замок, существовавший в XI—XVIII веках в городе Логойск Минской области Белоруссии.

## История
Первое упоминание об укрепленном замке датируется 1078 (по другим источникам, 1084) годом и связано с походом Владимира Мономаха на Полоцкое княжество, чьим южным форпостом являлся в то время Логойск. В 1127 году в Лавретьевской летописи упоминается о разграблении его во время похода киевского княза Мстислава Владимировича на Полоцк; в 1180-е упоминается как центр Логойского княжества. Последующие два века упоминается мало. Вениамин Семёнов-Тянь-Шанский в географическом описании русских городов указывает, что в XII веке Логойск упоминался как укрепленный город Полоцкого княжества, но не приводит источники. Там же он указывает, что основной замок был каменным, а в окрестностях располагалось несколько небольших замковых укреплений.
Валы замка высотой 6-8 и шириной 16-18 метров ограничивали внутреннюю площадь замка (1,5 га) с трёх сторон, а с восточной укрепления выходили к реке Гайна. Снаружи валы были окружены рвом глубиной 4-5 и шириной до 20 метров; с южного края замка находились ворота, возможно, с подъемным мостом.
В XIV веке замок вошёл в состав земель Великого княжества Литовского, а в 1392 году становится владением князя Витовта, который дал распоряжение провести реконструкцию укреплений. В 1505 году замок в результате осады был взят и разрушен ханом Махмет-Гиреем, после чего некоторое время пребывал в запустении. После перехода города во владение Василия Тышкевича в 1517 году, замок начал восстанавливаться, однако этому помешало нападение русских войск в 1519 году. В результате замок был восстановлен только к 1531 году; в 1535 году замок участвовал в военных действиях против русских войск, но не был разрушен. В документах второй половины XVI века Логойск снова фигурирует как город с замком. В 1609 году замок упоминается как владение Александра Тышкевича, сына Юрия Тышкевича. Согласно другому источнику, замок унаследовал другой сын Юрия, Мартин Тышкевич — а Александр имел только земляной надел.
Серьёзно пострадал в 1655 году после захвата русскими войсками Логойска в рамках Русско-Польской войны 1654—1667 годов, а окончательно уничтожен в мае 1708 году шведами во время Северной войны. В 1765 на месте разрушенного замка Станиславом Тышкевичем был основан базилианский монастырь. действовавший на протяжении 80 лет до 1834 года, когда был распущен по приказу российских властей. Здание монастыря было снесено в 1841 году.
В 1815 году граф Пий Тышкевич поблизости замкового городища построил каменный дворец в стиле классицизма (который в некоторых источниках также называют замком), усыпальницу и хозяйственные постройки, а так же разбил вокруг дворца парк — в том числе и на территории бывшего замка. Дворец был разрушен во время Второй мировой войны, от него остались только фрагменты фундамента и южной стены.

## Исследования
В XIX веке семья Тышкевичей проводила археологические раскопки в окрестностях, в том числе и на месте замчища. Константин Тышкевич в своей книге 1859 года «Исторические сведения о старинных замках, городищах и курганах в Литве и Литовской Руси» («Wiadomosc historyczna o zamkach, horodyszczach i okopiskach starozytnych na Litwie i Rusi Litewskiej») фиксирует рассказы местных жителей об уничтоженном кирпичном замке, чьи остатки были использованы местными жителями для постройки своих домов; при этом во время его собственных раскопок следы фундамента обнаружены не были.
Заметный вклад в исследование истории замка внес младший брат Константина, Евстахий Тышкевич. В 1847 году он опубликовал подробное исследование под названием «Описание Борисовского уезда» («Opisanie powiatu borysowskiego»), в котором рассказывает о докуменатальной истории замка. Помимо работы с документами, Евстахий собрал также большое количество археологических находок. Вначале эта коллекция выставлялась в открытом в 1842 году музее в Логойске, затем большая их часть стала экспонатами Виленского музея древностей, попечителем которого в 1855 и стал Евстахий.
В 1966, 1968, 1971 и 1980 годах замчище исследовалось экспедициями под руководством Георгия Штыхова. В результате раскопок в нижнем горизонте было найдено значительное количество воинской аммуниции времён Полоцкого княжества и подтверждают наличие воинского аванпоста в этом месте на границе X-XI веков. Помимо воинских и крестьянских предметов были найдены элементы поливных плиток, использовавшихся в церквях Полоцкого княжества. Исходя из этого, Штыхов делает вывод о наличии внутри замка церкви (из-за отсутствия каменного фундамента — вероятно, деревянной). В верхнем горизонте раскопок было найдено множество предметов быта и декора XVI-XVII веков, а так же обнаружен каменный фундамент постройки.

## Современное состояние
На момент 2024 года сохранились валы замка и ров вокруг него, питающийся водой из реки Гайна. Валы и внутренняя территория являются частью городского парка культуры и отдыха с зелеными насаждениями и обустроенными пешеходными зонами; парковый комплекс на этом месте был разбит при Константине Тышкевиче.